# Lamivudine
Lamivudine, thường được gọi là 3TC, là một loại thuốc kháng virus được sử dụng để phòng ngừa và điều trị HIV/AIDS. Chúng cũng được sử dụng để điều trị viêm gan B mãn tính nếu không còn lựa chọn khác. Chúng có hiệu quả chống lại cả HIV-1 và HIV-2. Thuốc này thường được sử dụng kết hợp với các thuốc kháng retrovirus khác như zidovudine và abacavir. Lamivudine có thể được đưa vào như một phần của các phòng ngừa sau phơi nhiễm ở những người có khả năng đã tiếp xúc với HIV. Lamivudine được uống qua đường miệng dưới dạng chất lỏng hoặc dạng viên.
Các tác dụng phụ thường gặp bao gồm buồn nôn, tiêu chảy, nhức đầu, cảm thấy mệt mỏi và ho. Tác dụng phụ nghiêm trọng bao gồm bệnh gan, nhiễm axit lactic, và viêm gan B nặng hơn cho những người đã bị nhiễm bệnh. Chúng là an toàn cho những trẻ trên ba tháng tuổi và có thể được sử dụng trong khi mang thai. Thuốc có thể uống khi trong dạ dày có hoặc không có thức ăn. Lamivudine là một chất ức chế enzyme phiên mã ngược nucleoside và hoạt động bằng cách ngăn chặn enzyme phiên mã ngược HIV và polymerase virus viêm gan B.
Lamivudine lần đầu tiên được phê duyệt để sử dụng tại Hoa Kỳ vào năm 1995. Nó nằm trong danh sách các thuốc thiết yếu của Tổ chức Y tế Thế giới, tức là nhóm các loại thuốc hiệu quả và an toàn nhất cần thiết trong một hệ thống y tế. Chúng có sẵn dưới dạng thuốc gốc. Chi phí bán buôn ở các nước đang phát triển tính đến năm 2014 là khoảng 0,06 USD mỗi ngày. Tính đến năm 2015 chi phí cho một tháng điển hình sử dụng thuốc ở Hoa Kỳ là hơn 200 USD.